# Helena Horská
Helena Horská (* 27. listopadu 1974 Rychnov nad Kněžnou) je česká ekonomka, od roku 2004 hlavní ekonomka a od roku 2019 také členka dozorčí rady Raiffeisenbank, členka nezávislé platformy KoroNERV-20 a od roku 2022 členka Národní ekonomické rady vlády (NERV).

## Život
Narodila se v Rychnově nad Kněžnou 27. listopadu 1974. Absolvovala inženýrské a postgraduální studium na Národohospodářské fakultě Vysoké škole ekonomické v Praze, kde získala titul Ph.D. Zde v letech 1999–2000 pracovala jako asistentka. V letech 1999–2001 také studovala postgraduálně na Institutu světové ekonomiky v Kielu (Kiel Institute for the World Economy). Jako odbornice na měnovou politiku je autorkou mnoha odborných publikací, včetně článků o cílování inflace, které publikovala během postgraduálního studia. Během studií získala několik ocenění, včetně titulu Mladý ekonom roku 2001.
V letech 2001–2004 byla makroanalytičkou a analytičkou finančních trhů v České spořitelně, od roku 2004 v Raiffeisenbank. Dne 11. ledna 2019 se stala členkou dozorčí rady Raiffeisenbank.
Přednášela na Vysoké škole Škoda Auto v Mladé Boleslavi, kde byla i členkou akademické rady (mezi lety 2006 a 2016). Byla členkou Vědeckého grémia České bankovní asociace (přinejmenším mezi lety 2011/2013 a 2017). Angažovala se v multimediálním ekonomickém think-tanku Alter Eko.
Od července 2018 působila jako nezávislá členka Výboru pro rozpočtové prognózy Ministerstva financí České republiky, který však v prosinci 2020 opustila pro svůj nesouhlas se sestavením státního rozpočtu na rok 2021. V době pandemie covidu-19 se stala členkou nezávislé poradní expertní platformy KoroNERV-20 a iniciativy #ministrzdraví usilující o prodloužení délky života ve zdraví na úroveň severských států.
V lednu 2022 si ji vybral do svého poradního týmu předseda vlády Petr Fiala a v květnu téhož roku byla jmenována členkou obnovené Národní ekonomické rady vlády.
Časopis Forbes ji opakovaně zařadil mezi 150 nejvlivnějších žen Česka, za rok 2021 na 86. místě, za rok 2022 již na 50. místě.